# Tonnerre Kalara Club de Yaoundé
El Tonnerre Kalara Club de Yaoundé és un club de futbol camerunès de la ciutat de Yaoundé.
El club destacà als anys 80, en els quals guanyà cinc campionats nacionals. També guanyà cinc copes cameruneses. Entre els jugadors més destacats que han passat pel club destaquen Roger Milla, Rigobert Song i el liberià George Weah.

## Palmarès
- Recopa africana de futbol: 
  - 1975
- Lliga camerunesa de futbol:[2]
  - 1981, 1983, 1984, 1987, 1988
- Copa camerunesa de futbol:[3]
  - 1958, 1974, 1987, 1989, 1991

## Jugadors destacats
- Ebwelle Bertin
- André-Joël Eboué
- Hans Agbo
- Roger Milla
- Japhet N'Doram
- Rigobert Song
- Stephen Tataw
- Francis Doe
- George Weah
- Kofi Abrey
- Bernard Tchoutang
- Amour Patrick Tignyemb
- Gilles Augustin Binya
- Ben Teekloh
- Jean II Makoun
- Nicolas Alnoudji
- Pierre Ebede
- Patrice Abanda
- Joseph Elanga
- Lucien Mettomo
- Morlaye Soumah
- Patrick Suffo
- Michel Pensee Billong
- Marcel Mahouve
- Thomas N'kono